# 국민건강수호연대
국민건강수호연대는 한의학계의 문제 해결을 위해 조직된 범의료한방대책위원회가 시민단체로 확대 개편된 단체다. 시민대표 이상윤이 이끄는 시민 1000여명이 함께 하여 만들어졌으며 이후 회원수는 1500명을 돌파했다 주로 불법의료행위척결에 앞장서고 악덕의료브로커와 가짜 시민단체 척결에 나섰다. 또한 국민편익을 위해 심야당번약국 강제화를 주장하고 시민단체 최초로 일반약의 슈퍼판매를 주장했다. 활동 범위를 의료 분야에 국한하지 않고 사회 활동 단체로서 대한민국을 이끌 지도자는 이 땅에서 빈곤의 대물림을 없애는 복지를 실현할 인물이 되어야 함을 주장했다

## 설립 배경
국민건강수호연대(이하 국수연)의 초대 위원장은 제34대 대한의사협회장 장동익이다. 범의료한방대책위원회(이하 범대위)는 중금속에 오염된 한약재 유통을 방지하기 위해 2004년 당시 내과의사회장이던 장동익에 의해 설립된 의사들 중심의 단체였다. 범대위는 1년간의 조사활동을 통해 중금속에 오염된 한약재 사용으로 국민의 건강권이 큰 위협을 받는다는 결론을 짓고 이를 범국민적인 운동으로 활성화시키기로 결의했다.결의된 내용에 따라 시민들까지 참여하는 시민단체로의 확장을 결정하고 당시 부산지역에서 수 년간 시민운동을 하며 한약사용의 부작용, 서민을 괴롭히는 불법의료브로커척결,독거노인과 방임아동 보호 등 사회의 부조리에 맞선 평화복지운동본부 대표 이상윤을 사무총장으로 영입했다. 이때 이상윤은 지역시민운동을 전국적인 운동으로 활성화하고 의사들과 시민들이 함께 참여하는 바람직한 시민건강권운동을 벌이기로 결심하고 시민 1000여 명을 이끌고 범대위에 참가했다. 2005년 5월에는 이상윤을 시민측 대표로한 시민 1000여명을 회원으로, 범대위를 운영진으로 하는 국민건강수호연대 결성이 결의되고 공동대표로 범대위 위원장인 장동익외에 초대 내과의사회장 김동준, 전 대한적십자사 부총재 임융의, 전 김대중 대통령 주치의 허갑범을 공동대표, 이상윤을 사무총장으로 하여 그해 7월 공식적으로 출범했다. 이후 국민건강수호연대의 초대 회장인 장동익이 제34대 대한의사협회장에 당선되자 범대위진영과 시민들은 분열하여 2006년 7월에는 기존 범대위 위원 20명은 시민들에 의해 제명되어 의료일원화특별위원회로 가고 사무총장 이상윤을 비롯한 시민들만이 남아 시민단체 국수연을 이끌며보건복지부 명칭 개선과, 국민편의증진위한 병의원조제약판매재개,국민 인권 개선 등 순수한 시민운동을 지속했다. 2007년 7월에는 제17대 대선후보선출을 앞두고 한국정당 여야에 빈곤의 대물림을 끊는 지도자 선출을 촉구하였다. 2007년 8월 3일에는 부산YMCA와 공동주관(대표성명서 낭독 국수연 이상윤 사무총장)으로 아프간 탈레반 한국인질석방 촛불집회를 열고 미국 부시대통령과 유엔 반기문 사무총장에게 성명서를 전달하였다.

## 주요 활동
- 전공의노조설립에 관여[19]
- 정부의 한의학육성사업에 대해 보완이 필요함을 역설[20]
- 의료계악덕브로커척결에 나섬[21]
- 선택진료제의 찬성과[22] 개선에 나섬[23]
- 불법난자매매척결에 나섬[24]
- 불임부부들이 합법적이고 안전한 방법으로 인공수정할 수 있도록 정부가 나서 법을 제정할 것을 주장[25]
- 노인수발의료보장제를 주장함[26]
- 조류독감 불법사기에 대해 고발[27]
- 전공의근무환경조사를 하여 의료사고와의 관련성을 규명[28][29]
- 불법의료행위 조장 우려 있는 유사의료행위 인한 의료법개정안 반대청원
  - 시민 1378명이 연대로 자필 서명한 청원서(국회 보건복지위 정형근 의원 박웅서 보좌관 전달 07년 2월, 대표서명인/제출 이상윤 사무총장 )
- (농약오염 및 중금속 오염된 한약을 먹는 국민 보호를 위한) 중금속 오염 한약 폐해로 인한 감사원 감사청구(감사원 접수 번호: 06-18)- 감사 연명부 600인 서명(대표청구인 이상윤 사무총장)
- 국민건강 위해하는 조류독감 관련 사기꾼 척결 캠페인(임교환 외 107명 검찰 고발)[30][31]
- 불임부부에 대한 난자불법매매 사기 척결운동 최초 시작(보건복지부에 배아연구에서 사용된 배아와 난자의 실태를 조사할 것으로 요구)[32]
- 방임아동 애도문 발표 및 보호 대책 운동(민주노동당 권영길 대표 조문참석)
- 국민건강권 보호를 위한 가짜시민단체 척결운동[33][34]
- 한나라당 고경화 의원과 노인수발보장제 협의 및 열린우리당 장향숙 의원과 합리적인 의료분쟁 해결 협의(국회 공청회 담당 이상윤 사무총장)
- 전국 4만부 발행 격주간 '건강사랑신문'을 발행(등록번호 부산다01254 발행인 이상윤 사무총장)[35]
- 일반의약품 슈퍼판매를 시민단체 중 제일 처음 주장 및 입법청원 시작[36]
- 빈곤한 환자들을 위한 입원시 병원보증인 제도의 국가지원 필요성 주장[37]
- 방임아동 권모군 사망에 대한 이상윤 사무총장 애도문 발표[38]
- 전공의처우개선설문조사를 실시[39]
- 2006년 1월 17일 오전 8시에 국민건강수호연대 이상윤 사무총장과 장성민 세계와동북아평화포럼대표(전 민주당 의원)이 평화방송 열린세상오늘에서 "대전건양병원 의료사고"에 관해 인터뷰했고, 이때 의료사고를 줄이기 위해서는 전공의들에 대한 국가적, 사회적 논의가 필요한 시점이라는 이슈가 제기됨[40]

## 운영진
- 공동대표
  - 대한의사협회장 및 연세대총동창회부회장: 장동익
  - 자유시민연대 공동대표 및 초대내과의사회장: 김동준
  - 연세대 총동창회장 및 전 김대중 대통령 주치의: 허갑범
  - 대한병원협회 국제이사 및 대한적십자사 남북교류위원회 위원: 임융의
- 사무총장: 이상윤